# Адигејск
Адигејск (рус. Адыге́йск) је град у републици Адигеји у Русији. Адигејск је основан 1969. Био је преименован у Теучежск (рус. Теуче́жск) 1976. године, а изворно име му је враћено 1992. године.

## Становништво
Према прелиминарним подацима са пописа, у граду је 2010. живело становника, (%) више него 2002.
| 1979. | 1989.  | 2002.  | 2010.  | 2014.  |
| ----- | ------ | ------ | ------ | ------ |
| 9.684 | 12.548 | 12 209 | 12.237 | 12.481 |